# Lyceum Alpinum Zuoz

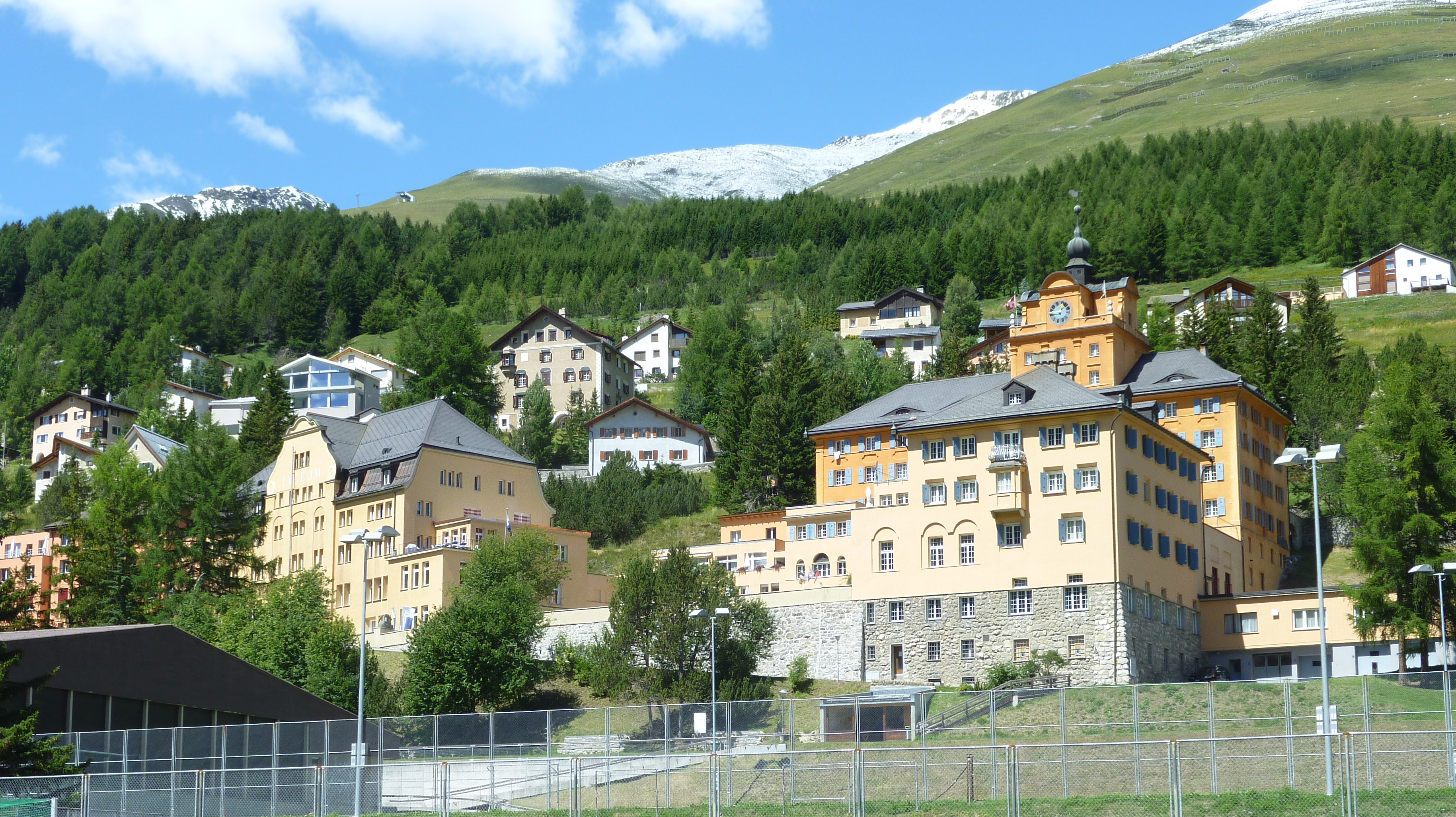
Die Gebäude des Lyceum Alpinum

Das Lyceum Alpinum Zuoz ist eine Schweizer Internatsschule in Zuoz im Oberengadin. Sie liegt im oberen Teil des Dorfes im Quartier Aguêl.

## Organisation und Geschichte
Die Schule führt zu internationalen Abschlüssen der Hochschulreife. Angeboten werden die Schweizer Matura (Deutsch oder Deutsch/Englisch oder Italienisch/Deutsch) und das internationale, ausschliesslich in Englisch gehaltene International Baccalaureate.
Die Schule wurde 1904 von Engadinern als Höhenluftanstalt für «schwächelnde Knaben» gegründet, deren Eltern in St. Moritz in den Ferien weilten, damit sie keinen Unterrichtsstoff verpassten. Recht bald entwickelte sich daraus ein vollwertiges Gymnasium für Knaben und später auch für Mädchen, das zu internationalem Ruf gelangte. Die Schule bildet rund 200 Internatsschüler und 100 externe Schüler aus der Region aus. Die Schüler sind zwischen 12 und 18 Jahre alt. Sie ist bekannt für ihre Internationalität und das breite Sportprogramm; die Schüler stammen aus über 45 Nationen.
Die Schule steht regelmässig in Diskussion, weil das hohe Schulgeld der Internatsschüler zu Anspruchshaltungen der Eltern an die Schule zum Erfolg der Schüler führt.

## Theater
Seit 2006 besteht ein Schülertheater. Die deutschsprachige Shakespeare Company interpretiert u. a. Stücke von William Shakespeare. Die English Theatre Company entwickelt ihre Bühnenstücke von Grund auf selber und dies ausschliesslich in Englisch. Im Dezember 2011 wurde mit dem Zuoz Globe das erste Theaterhaus des Engadins eröffnet.

## Zuoz Club
Der Zuoz Club ist die Alumni-Organisation des Lyceum Alpinum Zuoz.

## Absolventen
Bekannte Absolventen sind unter anderen:
- Raffaello de Banfield (1922–2008), Komponist
- Arndt von Bohlen und Halbach, Krupp-Erbe und Lebemann
- Karlheinz Böhm, Schauspieler und Philanthrop
- Anton Wolfgang Graf von Faber-Castell, Unternehmer
- Götz George, Schauspieler
- Thomas Gold (1920–2004), Astrophysiker
- André Gorz, Publizist
- Hans Adam II. von Liechtenstein, Fürst von Liechtenstein
- Ulrich Körner, Bankmanager
- Ferdinand Piëch, Manager
- Johannes Rapp, Schauspieler
- Chris von Rohr, Musiker und Produzent
- Gunter Sachs, Unternehmer und Playboy
- Michael White (1936–2016), Film- und Theaterproduzent
- Georg-Volkmar Graf Zedtwitz von Arnim, Journalist und PR-Manager

## Lehrer
- Oskar Stampfli (1886–1973), Mathematiker
- Gerhart Sieveking (1901–1945), Pädagoge, Literaturforscher und Übersetzer